# Yokko
yokko（よっこ）は滋賀県出身のシンガーソングライター。

## 概要
主に滋賀県を中心に、学校、福祉関係、地域のイベントで講演会やライブを行っている。
滋賀県立石山高等学校音楽科を卒業後、大阪音楽大学を経てピアノ弾き語りで歌手として活動を開始。約1年半後、声が出なくなる原因不明の病を発症した。病を機に参加した手話教室には症状が治ってからも通い続け、先生であるろう者の女性から「音楽は全身を使って楽しめる」ことを教わる。以降は手話を用いて「五感で楽しめる音楽」を歌に乗せて広め、障がい者への偏見をなくすことを目指している。